# پائول سیدل
پائول سایدل (آلمانی: Paul Seidel؛ زادهٔ ۱۹۷۰ (۵۴–۵۵ سال)) ریاضی‌دان سوئیسی است.